# 綏寇紀略
《綏寇紀略》，明末清初吳偉業撰。《綏寇紀略》記述崇禎元年流寇起義至明亡之事。

## 結構主旨
《綏寇紀略》以紀事本末體例，各卷皆以三字為標題，分為〈澠池渡〉、〈車箱困〉、〈真寧恨〉、〈朱陽潰〉、〈黑水擒〉、〈谷城變〉、〈開縣敗〉、〈汴渠埝〉、〈通城擊〉、〈鹽亭誅〉、〈九江哀〉、〈虞淵沉〉等12卷。卷九〈通城擊〉論李自成起義失敗的原因。《明史》的「李自成传」多採用本書，徐鼐《小腆纪年附考》、查继佐《罪惟录·李自成传》、冯甦《见闻随笔·李自成传》、陈鹤《明纪》亦多採此書。關於成書年代，最早談遷曾於順至十一年（1654年）見過其稿本；嘉慶九年（1804年），有人附加補遺上、中、下三卷。
本書作者吳偉業係南方人，其記載多依賴他人口述，消息来源系「有亡自贼中来告状」者，又常為杨嗣昌、左良玉等維護。顾诚、姚雪垠皆曾考證出《綏寇紀略》許多記載如崇祯八年正月（1635年）的「滎陽大會」、「車箱困」等多屬不實。